# Стаханов, Павел Петрович
Па́вел Петро́вич Стаха́нов (7 июля 1868, с. Борец, Рязанская губерния — 5 мая 1953, Сапожок, Рязанская область) — земский врач, терапевт, акушер-гинеколог; Заслуженный врач РСФСР (1948).

## Биография
Родился в семье служащего, мать была крепостной крестьянкой.
В 1887 окончил Рязанскую мужскую гимназию.
В 1893 с отличием окончил медицинский факультет Московского университета. В числе преподавателей были И. М. Сеченов, Г. А. Захарьин, Н. В. Склифосовский.
В 1892—1894 работал в Сапожковском уезде по борьбе с холерой.
В 1894—1895 — врач Рязанской земской больницы.
В 1896—1924 — главный врач Сапожковской земской, а затем районной больницы.
С 1924 — врач районной больницы.
В это же время был судебно-медицинским экспертом Сапожковского района .
П. П. Стаханова характеризовали широкая эрудиция, богатый опыт, выдающийся талант диагноста.
В 1920-х годах открыл на территории района источник минеральной кисложелезистой воды и запасы лечебного торфа, благодаря чему в 1939 году в больнице было создано отделение грязелечения.
В 1948 присвоено почётное звание «Заслуженный врач РСФСР».

## Общественная работа
Основал в Сапожке первую в России земскую аптеку.

## Краеведение
Изучал местный край, собрал большое количество предметов по истории, геологии и палеонтологии.
В 1920 году он основал Сапожковский краеведческий музей и заведовал им. Первоначальный фонд составили личные коллекции П. П. Стаханова.
Член Общества изучения Рязанского края, член Центрального бюро краеведения СССР .
Вместе с дочерью Натальей изучал народностей края, собрал альбом древнейшего русского тканого орнамента. Образцы орнамента, скопированные им в технике акварели, хранятся в Рязанском областном художественном музее.
Обнаружил на территории района хорошо сохранившийся скелет исполинского лугового широкорогого оленя (единственный в стране полный скелет) — в настоящее время находится в палеонтологическом музее Академии Наук (г. Москва), а гипсовая копия — в Рязанском краеведческом музее.
Избранные труды
Источник — электронные каталоги РНБ
- Стаханов П. П. Движение степи на лес в Сапожковском крае и гибель культурных насаждений / С предисл. проф. В. П. Семенова-Тянь-Шанского. — Сапожок, 1925. — 16 с. — (Тр. Сапожков. отд-ния о-ва исследователей Рязан. края. – Вып. 1). — 550 экз.
- Стаханов П. П. К находке в Рязанской губ. скелета Cervus megaceras. // Находки гигантского оленя (Cervus megaceras) в Рязанской губернии. — Рязань, 1929. — С. 10–17.
- Стаханов П. П., Стаханова Н. П. «Сапожковское городище» писцовых книг 1627–28 гг. со стороны историко-этнографической. — Сапожок: Сапожковская тип., 1927. — 16 с.

## Семья
Дочь Наталья — учительница биологии Сапожковской средней школы № 1. Вместе с отцом проводила исторические, археологические и этнографические исследования. В результате этих исследований были открыты неолитические стоянки, древние городища, курганы и клады монет. Вместе с отцом участвовала в открытии в 1920 году в Сапожке богатого коллекциями краеведческого музея, а в 1926 году участвовала в открытии и монтировании скелета исполинского оленя, который до этого был найден только в 1886 году недалеко от города Камышлова Пермской губернии.
Дочь Ольга (1896—????), по мужу Вишневская, учительница, выпускница Высших женских курсов Герье в Москве. В 1926 году на закрытом всесоюзном конкурсе Наркомпроса на лучший киносценарий о дореволюционной женской доле лучшим был признан её киносценарий, в основу которого были положены подлинные события из жизни села Таптыково Сапожковского уезда; по этому сценарию в Сапожке в 1927 году был снят кинофильм «Бабы рязанские», в котором приняли участие артисты Раиса Лужная, Эмма Цесарская, Георгий Бабыкин.
Сын Игорь (03.06.1928 — 11.02.1987) — доктор физико-математических наук, профессор. В 1954 году окончил Московский университет, затем аспирантуру при кафедре молекулярной физики МГУ. Занимался исследованиями в области термоэмиссионного преобразования тепловой энергии в электрическую и теории низкотемпературного газового разряда; опубликовал более 100 научных работ. В 1979 году издал книгу «Физические свойства шаровой молнии» (Стаханов И. П. О физической природе шаровой молнии. — 2-е изд. — М.: Энергоатомиздат, 1985. — 208 с.). С 1982 года заведовал кафедрой высшей и прикладной математики в Московском институте тонкой химической технологии им. М. В. Ломоносова.

## Память
- Мемориальная доска на здании районной больницы г. Сапожка.
- Одна из улиц Сапожка (бывшая Больничная) названа именем П. П. Стаханова.
- Стахановский сборник: П. П. Стаханов: жизнь и деятельность: (труды, воспоминания, мемуары, письма, исследования): к 140-летию со дня рождения Павла Петровича Стаханова. — Рязань: Узорочье, 2009. — 334 с. — ISBN 978-5-85057-574-1.